# London Apprentice
Pour les articles homonymes, voir Apprentice.
London Apprentice est un village des Cornouailles, en Angleterre. Le village fait partie de la paroisse civile de Pentewan Valley.